# Роше (Німеччина)
Роше (нім. Rosche) — громада в Німеччині, розташована в землі Нижня Саксонія. Входить до складу району Ільцен. Центр об'єднання громад Роше.
Площа — 71,74 км2. Населення становить 2041 ос. (станом на 31 грудня 2021).